# Việt kiều
Việt kiều (hay người Việt hải ngoại, người Việt Nam ở nước ngoài) là thuật ngữ để chỉ người Việt định cư bên ngoài lãnh thổ Việt Nam, họ có thể đang mang quốc tịch Việt Nam hoặc/và quốc tịch của nước sở tại.
Từ điển Thiều Chửu định nghĩa chữ "kiều" (僑) là "ở nhờ, đi ở nhờ làng khác hay nước khác gọi là kiều cư, kiều dân". Như vậy, Việt kiều vốn có nghĩa chỉ những người Việt đang có quốc tịch Việt Nam sống nhờ ở các nước bên ngoài Việt Nam, chứ không chỉ công dân nước khác có gốc Việt. Tuy nhiên, ngày nay "Việt kiều" là thuật ngữ mà những người Việt sống tại Việt Nam dùng để gọi toàn bộ những người Việt sống ở nước ngoài, chứ không phải là thuật ngữ mà những người Việt sống ở nước ngoài gọi chính họ. Tại Việt Nam ngày nay, từ "kiều bào" cũng được dùng với nghĩa tương tự.
Đầu thập niên 1970 có khoảng 100.000 người Việt sống ngoài Việt Nam, chủ yếu tại các nước láng giềng (Lào, Campuchia, Thái Lan, Myanmar, v.v.) và Pháp. Con số này tăng vọt sau sự kiện 30 tháng 4 năm 1975 và số quốc gia có người Việt định cư cũng tăng theo; họ ra đi theo đợt di tản tháng 4 năm 1975, theo các đợt thuyền nhân và theo Chương trình Ra đi có Trật tự. Đầu thập niên 1990 với sự sụp đổ của khối Đông Âu và Liên Xô, những người do nhà nước Việt Nam cử đi học tập, lao động không trở về nước đã góp phần vào khối người Việt định cư tại các nước này. Như vậy, hiện nay có khoảng 5,3 triệu người Việt sinh sống trên hơn 130 nước ngoài, trong đó có 1,799,632 sống tại Hoa Kỳ.

## Quá trình hình thành
Theo Ủy ban người Việt ở nước ngoài thuộc Bộ Ngoại giao, cách đây hàng trăm năm đã có người Việt Nam ra nước ngoài sinh sống. Tiêu biểu như con cháu hoàng tộc Lý đã sang Cao Ly (nay là Triều Tiên và Hàn Quốc) lập nghiệp. Thế kỷ 17-18 là những người Việt sang các nước láng giềng như Campuchia, Lào hay Trung Quốc. Sau chiến tranh thế giới thứ nhất và thứ hai, một số người Việt đi du học, làm công chức tại Pháp hoặc bị động viên đi lính, phu tại một số thuộc địa của Pháp. Trong thời kỳ chiến tranh, có thêm một số người ra đi lánh nạn, kiếm sống, theo chồng hồi hương hoặc đi tu nghiệp, du học ở nước ngoài. Tuy nhiên, trước năm 1975 số lượng người Việt Nam ở nước ngoài không lớn khoảng 16 - 20 vạn người ở 10 nước, phần đông số này có tư tưởng sinh sống tạm thời, chờ điều kiện thuận lợi trở về nước. Từ sau năm 1975, đã có sự thay đổi sâu sắc về số lượng, thành phần, tính chất cũng như địa bàn sinh sống của cộng đồng người Việt Nam ở nước ngoài. Số người ra nước ngoài đã lên tới khoảng 2 triệu người, chủ yếu tới Mỹ, Úc, Canada, Nhật Bản, các nước Tây và Tây Bắc Âu... Thêm vào đó sau năm 1980, một số khá đông sinh viên, thực tập sinh và lao động Việt Nam ở các nước thuộc Liên Xô (cũ), Đông Âu cũ ở lại làm ăn.
Cộng đồng người Việt ở nước ngoài có những đặc điểm nổi bật như là cộng đồng trẻ, năng động, nhanh chóng hoà nhập và đại đa số có xu hướng định cư lâu dài ở nước sở tại chủ yếu là Mỹ, Úc, Canada các nước Tây Âu (khoảng 80% đã nhập quốc tịch nước cư trú nhưng hầu hết chưa thôi quốc tịch Việt Nam), trong khi phần lớn người Việt tại Nga, Đông Âu vẫn coi cuộc sống là tạm cư, khi có điều kiện sẽ trở về nước. Tuy nhiên, cộng đồng người Việt Nam ở nước ngoài có đặc điểm là phức tạp về thành phần xã hội, xu hướng chính trị và đa dạng về nghề nghiệp, tôn giáo, dân tộc, đặc biệt bị chi phối, phân hoá bởi sự khác biệt về giai tầng, chính kiến và hoàn cảnh ra đi cũng như cư trú ở các địa bàn khác nhau. Chính vì vậy, tính liên kết, gắn bó trong cộng đồng không cao; cộng đồng sinh sống phân tán, sinh hoạt cộng đồng có khó khăn, việc duy trì tiếng Việt và giữ gìn bản sắc văn hoá dân tộc truyền thống đang là thách thức lớn đối với tương lai của cộng đồng.
Dù được coi là thành đạt nhanh ở Mỹ và phương Tây, tiềm lực kinh tế của cộng đồng còn hạn chế, thu nhập bình quân đầu người nhìn chung thấp so với mức bình quân của người bản xứ (55% người Việt có cuộc sống ổn định, nhiều người vẫn phải sống nhờ vào trợ cấp xã hội). Trong khi đó, tiềm lực chất xám, trí tuệ của cộng đồng khá lớn, nhất là ở phương Tây, Nga, Đông Âu. Hiện ước tính trong cộng đồng người Việt Nam ở nước ngoài có khoảng 300.000 người (một số tài liệu nêu 400.000 người, con số này cũng chỉ ước đoán, chưa có điều tra cơ bản chính thức) được đào tạo ở trình độ đại học, trên đại học và công nhân kỹ thuật bậc cao, có kiến thức cập nhật về văn hoá, khoa học và công nghệ, về quản lý kinh tế. Trong đó có nhiều người đạt được vị trí quan trọng trong các viện nghiên cứu, trường đại học, bệnh viện, công ty kinh doanh và các tổ chức quốc tế. Một thế hệ trí thức mới người nước ngoài gốc Việt đang hình thành và phát triển tập trung ở Bắc Mỹ, Tây Âu và Châu Đại dương ở nhiều lĩnh vực khoa học chuyên ngành và kinh tế mũi nhọn như tin học, viễn thông, điện tử, vật liệu mới, chế tạo máy, điều khiển học, sinh học, quản lý kinh tế, chứng khoán.

## Việt kiều trên thế giới
Theo số liệu của Báo Nhân Dân năm 2020, cộng đồng người Việt Nam ở nước ngoài có trên 5,3 triệu người và phân bố không đồng đều tại hơn 130 nước và vùng lãnh thổ trên khắp thế giới, 98% trong số đó tập trung ở 21 nước tại Bắc Mỹ, Châu Âu, Đông Nam Á, Đông Bắc Á và châu Đại Dương.

### Châu Mỹ

#### Hoa Kỳ
Với gần 1.8 triệu người Mỹ gốc Việt tại Hoa Kỳ, vào thời điểm năm 2010 số người Việt ở Mỹ chiếm khoảng một nửa số Việt kiều trên toàn thế giới. Họ thường tập trung ở miền Tây, chủ yếu là ở các khu vực đô thị. Riêng tiểu bang California chiếm phân nửa, tập trung đông đảo nhất tại Quận Cam, sau đó là San Jose, California và Houston, Texas. Trong số 1,132,031 người từ 25 tuổi trở lên, 30.2% không có bằng trung học, 21.5% chỉ tốt nghiệp trung học hoặc tương đương, 18.6% có bằng cử nhân, 22.8% có bằng nghề hoặc liên kết, 6.9% có bằng tốt nghiệp hoặc chuyên nghiệp. Vì hầu hết số người Mỹ gốc Việt là người tỵ nạn chống cộng sản hay thân nhân của người tỵ nạn, họ là thành phần bất đồng chính kiến với chính quyền cộng sản Việt Nam. Nhiều người Mỹ gốc Việt thường xuyên biểu tình lên án tình trạng nhân quyền tại Việt Nam và gần đây đã vận động chính quyền địa phương công nhận lá cờ vàng ba sọc đỏ của Việt Nam Cộng hòa làm biểu tượng cho cộng đồng người Việt Hải Ngoại qua "Chiến dịch Cờ Vàng" và nay được xem là "Lá cờ Tự do và Di sản" (Heritage and Freedom Flag) của người Việt tại Mỹ.

#### Canada
Người Canada gốc Việt (tiếng Anh: Vietnamese Canadian) là những người sinh sống tại Canada có nguồn gốc dân tộc Việt. Người Việt tại Canada là một trong những cộng đồng dân tộc có nguồn gốc khác châu Âu lớn nhất tại Canada.
Những người Việt đầu tiên tại Canada là sinh viên học sinh du học từ miền Nam Việt Nam trước năm 1975. Nhiều người Việt bắt đầu di cư đến Canada sau sự kiện 30 tháng 4 năm 1975, với hàng nghìn người tị nạn từ miền Nam Việt Nam để tránh chế độ cộng sản. Từ con số 1.500 người vào cuối năm 1974, cộng đồng người Việt tại Canada đã tăng trưởng mạnh và đã lên đến 180.000 người vào năm 2006, trở thành một trong những cộng đồng người Việt hải ngoại lớn nhất trên thế giới.

### Châu Đại Dương

#### Úc
Theo cuộc thống kê toàn quốc năm 2001, dân số Úc có 154.807 người sinh tại Việt Nam và 174.246 người dùng tiếng Việt trong các hoạt động trong gia đình. Nếu kể cả những con em gốc Việt sinh tại Úc, con số người gốc Việt lên đến 245 ngàn người. Vì lý do ngôn ngữ, liên hệ gia đình, việc làm và nhất là do tình đồng hương, đa số người Việt sống quây quần với nhau và thường tập trung tại các thành phố lớn như Sydney, Melbourne. Người Việt vùng Sydney tụ tập đông nhất ở Cabramatta, còn mệnh danh là "Saigonmatta", và khu Bankstown ở ngoại ô phía tây thành phố. Cộng đồng người Việt tại Úc là một cộng đồng non trẻ, vì mới thành lập và có tuổi bình quân là trẻ. Người Việt tại Úc thường sống rất đoàn kết, và thường xuyên có những sinh hoạt cộng đồng để giữ gìn văn hóa và bản sắc Việt. Nhiều Hội đoàn đồng hương được thành lập, như Cộng đồng Người Việt Tự do Liên bang Úc châu. Nhiều người Úc gốc Việt cũng tạo nhiều thành công trong đời sống. Về mặt chính trị, nhiều người cũng nắm giữ những chức vụ quan trọng trong chính quyển Úc, như ông Lê Văn Hiếu hiện là Phó toàn quyền tiểu bang Nam Úc, bà Lâm Lệ Hoa (Le Lam) hiện là thị trưởng thành phố Auburn, New South Wales và là phụ nữ Úc cũng như người châu Á đầu tiên giữ chức vụ thị trưởng tại Úc, Nguyễn Minh Sang (Sang Nguyen) từng là thị trưởng trẻ nhất quận hạt Richmond và hiện là nghị sĩ tiểu bang Victoria. Về khoa học, nữ Tiến sĩ Vũ Thị Ngọc Trang là phụ nữ đầu tiên được bổ nhiệm vào Viện Khoa học Kỹ thuật Hoàng gia, kiêm nhiệm chức vụ giám đốc Trung tâm Nghiên cứu xã hội thực nghiệm Úc, giáo sư - tiến sĩ sử học Trần Mỹ Vân tại Đại học Nam Úc (University of South Australia). Về Y học, giáo sư Nguyễn Văn Tuấn là giáo sư Dịch tễ học trường UNSW School of Public Health and Community Medicine và là giáo sư Y học dự đoán của trường University of Technology, Sydney.

### Châu Á

#### Đài Loan
Theo báo Tiền phong online ngày 9 tháng 12 năm 2006, cộng đồng người Việt sống ở Đài Loan tính đến nay đã có hơn 20 vạn người, trong đó có khoảng 10 vạn là cô dâu lấy chồng người Đài Loan, hơn 7 vạn là những người lao động sang làm việc, trong đó có 80% là phụ nữ. Như vậy số Việt kiều chỉ khoảng dưới 10 vạn người.
Còn theo số liệu mới nhất của Uỷ ban các vấn đề lao động (COA), hiện có 85.528 người Việt Nam làm việc tại Đài Loan. Tuy nhiên đây không phải là Việt kiều theo đúng nghĩa mà là những người quốc tịch Việt Nam sống và làm việc có thời hạn tại Đài Loan.

#### Triều Tiên
Người Việt tại Triều Tiên có một lịch sử từ cuối thời nhà Lý khi nhiều hoàng tử của nhà Lý đã chạy qua Cao Ly để tỵ nạn chính trị ở triều đình của vương quốc Goryeo sau khi nhà Trần lên nắm quyền. Sau khi bán đảo Triều Tiên bị chia làm hai quốc gia CHDCND Triều Tiên và Hàn Quốc, người Việt tại đây tiếp tục sống ở cả hai quốc gia.
Người Việt di cư sang Hàn Quốc sau này nhưng đã tăng về số lượng, họ gồm công nhân, phụ nữ lấy chồng Hàn thông qua các đơn vị môi giới hôn nhân. Năm 1994, có 20.493 người lao động nhập cư từ Việt Nam đến Hàn Quốc bằng hộ chiếu tu nghiệp sinh, đến năm 1997,con số này đã tăng 10% lên 22.325 người. Phần lớn công nhân nhập cư Việt Nam tại Hàn Quốc là nam giới có tay nghề thấp hoặc không được đào tạo nghề và làm trong các công ty vừa và nhỏ sử dụng nhiều lao động chân tay như ngành chế tạo và ngư nghiệp.

#### Singapore
Người Việt định cư lâu dài (Permanent Resident) ở Singapore chủ yếu là cô dâu Việt lấy chồng người Singapore. Phần lớn họ đến từ các tỉnh phía nam Việt Nam, chủ yếu miền Tây Nam Bộ. Trong những năm 2000 trở đi, Singapore có chính sách nhập cư thông thoáng và ưu đãi lao động trình độ cao. Du học sinh Việt Nam đã tốt nghiệp đại học công lập tại Singapore (Nanyang Technological University, National University of Singapore, Singapore Management University) được khuyến khích định cư và nhập quốc tịch Singapore. Hiện nay họ đã trở thành một phần đáng kể trong cộng đồng người Việt định cư ở đảo quốc này.
Theo thông báo từ Đại sứ quán Việt Nam tại Singapore trong Tiệc chiêu đãi Đón tết Cổ truyền tại Đại sứ Quán năm 2012, tại Singapore có khoảng 12 000 người Việt đang sinh sống, học tập và làm việc. Một số nguồn tin cũ hơn ước tính số lương 7 000 người Việt tại Singapore. Với chính sách nhập cư ngày càng thắt chặt, nhất là sau Bầu cử năm 2011, phần lớn người Việt ở Singapore hiện nay đều là non-resident chủ yếu là sinh viên và người lao động với visa lưu trú có thời hạn.

### Châu Âu

#### Pháp
Số người Việt tại Pháp được ước tính từ khoảng 200.000 đến 250.000 người.

#### Đức
Theo Văn phòng Thống kê Liên bang Đức có 87.214 người có quốc tịch Việt Nam đang sinh sống tại Đức tính đến cuối năm 2015 , trong số đó 22.469 người lãnh tiền trợ cấp thất nghiệp lâu năm hay tiền trợ cấp xã hội (2014).. Không được tính trong các con số đó là những người Việt đã nhập quốc tịch Đức. Giữa những năm 1981 và 2007, 41.499 người đã từ bỏ quốc tịch Việt Nam để lấy quốc tịch Đức.Thêm vào đó, khoảng 40.000 người di cư gốc Việt không chính thức cũng hiện đang sinh sống tại Đức, chủ yếu tại các bang ở miền Đông.

#### Cộng hòa Séc
Cộng đồng người Việt tại Cộng hòa Séc, tính đến năm 2011, vào khoảng 58.000 người, là cộng đồng người nhập cư lớn thứ 3 tại Cộng hòa Séc (là cộng đồng thiểu số lớn thứ 3 sau Ukraina và Slovakia). Họ Nguyễn hiện là họ phổ biến đứng thứ 9 tại Cộng hòa Séc.
Hiện công đồng người Việt tại Cộng hòa Séc đã là dân tộc thiểu số chính thức (official minority).

## Việt kiều lao động
Trước đây người Việt đi lao động nước ngoài thường tới Liên Xô và các nước thuộc hệ thống Xã hội chủ nghĩa (cũ). Ngày nay những địa điểm chính là Đài Loan, Nhật Bản, Malaysia và Hàn Quốc. Con số tổng cộng khoảng 500 ngàn người, 1/3 là phụ nữ. Theo tường trình năm 2013 của chính phủ Hoa Kỳ, so với những người lao động nước ngoài từ các nước Á Châu khác, họ thường thiếu nợ nhiều, cho nên dễ bị làm lao động ép buộc và những lao động có dính líu tới nợ nần. Theo một nghiên cứu 2013 của CSAGA, một tổ chức phi chính phủ Việt Nam, 1/3 trong số 350 người được phỏng vấn, cảm thấy đã bị lừa đảo, và bóc lột. Bị đối xử tệ hại đã đẩy một số công nhân phá hợp đồng, đi làm lậu. Nó trở thành một vấn đề lớn ở Hàn Quốc dẫn tới việc chính phủ họ hủy bỏ hệ thống cấp giấy phép cho người Việt sang làm việc tại đây. Theo Bộ Lao động, Thương binh và Xã hội (Việt Nam), Hàn Quốc sẽ thí điểm cấp lại giấy phép nhưng sẽ đóng cửa lần nữa nếu số người làm lậu không giảm giảm từ 40% xuống còn 30%.

## Ảnh hưởng
Việt kiều ở nước ngoài là một nguồn vốn về kinh tế và nhân lực cho Việt Nam và có sức tiêu thụ cao. Kiều hối cũng là một nguồn doanh thu quan trọng cho Việt Nam. Năm 2009, số tiền người Việt hải ngoại gửi về nước cho thân nhân thông qua những kênh chính thức là 6,2 tỷ đô la, năm 2010 là 8,1 tỷ đô-la (khoảng 8% GDP cả nước, 101 tỷ đô la lúc đó), năm 2011 là 9 tỷ đô la (tăng hơn 20% từ năm 2010).
Ngoài ra số doanh nghiệp Việt Kiều cũng đầu tư về làm ăn tại Việt Nam, cho đến năm 2010 ước tính khoảng 3.400 doanh nghiệp, với tổng số vốn đầu tư về nước là khoảng 6 tỷ USD, trong đó có một số doanh nghiệp lớn của cộng đồng Việt Kiều đã phát triển thành công, vươn lên thành những doanh nghiệp có thương hiệu hàng đầu Việt Nam như Vingroup, Euro Windows.

## Ủy ban người Việt ở nước ngoài, Bộ Ngoại giao
Ủy ban người Việt ở nước ngoài, Bộ Ngoại giao là một trong các cơ quan chuyên trách về công tác người Việt ở nước ngoài. Ủy ban này có nhiệm vụ chủ trì, phối hợp với các Bộ, ngành, cơ quan, tổ chức và địa phương liên quan thực hiện các biện pháp giúp người Việt Nam ở nước ngoài ổn định cuộc sống, hội nhập vào xã hội sở tại, hướng về Tổ quốc; đấu tranh với những hành vi phương hại đến lợi ích chung của dân tộc, cộng đồng và quan hệ hữu nghị hợp tác giữa nước sở tại với Việt Nam cũng như thông tin cho người Việt Nam ở nước ngoài về đường lối, chính sách của Đảng Cộng sản và pháp luật của Nhà nước Việt Nam, về tình hình chính trị, kinh tế, văn hóa, xã hội của đất nước; hỗ trợ kiều bào giữ gìn tiếng Việt, bản sắc văn hóa và truyền thống dân tộc Việt Nam; hỗ trợ tăng cường các mối giao lưu về kinh tế, văn hóa, thể thao, giáo dục, đào tạo, khoa học, kỹ thuật và công nghệ giữa cộng đồng người Việt Nam ở nước ngoài với đồng bào trong nước. Chỉ đạo, hướng dẫn các Cơ quan đại diện nước Cộng hòa xã hội chủ nghĩa Việt Nam ở nước ngoài thực hiện chủ trương, chính sách và pháp luật của Nhà nước đối với người Việt Nam ở nước ngoài; hỗ trợ, định hướng cho cộng đồng người Việt Nam ở nước ngoài tổ chức, thành lập các hội đoàn người Việt Nam phù hợp với pháp luật của nước sở tại và thẩm định. Đặc biệt, Ủy ban có nhiệm vụ hỗ trợ người Việt Nam ở nước ngoài trong đầu tư, kinh doanh, hợp tác kinh tế, khoa học, kỹ thuật, công nghệ, văn hoá - xã hội ở trong nước; tổ chức, vận động và hỗ trợ các hoạt động xây dựng và phát triển đất nước của kiều bào và ghiên cứu, khảo sát, tổng hợp và đánh giá tình hình cộng đồng người Việt Nam ở nước ngoài; kiến nghị cơ quan có thẩm quyền về các chủ trương, chính sách, chiến lược vận động đối với người Việt Nam ở nước ngoài. Song song với đó, Ủy ban có nhiệm vụ bảo hộ quyền và lợi ích hợp pháp của người Việt Nam ở nước ngoài phù hợp với pháp luật Việt Nam, luật pháp nước sở tại và luật pháp quốc tế.